# Zbigniew Pawłowski
Zbigniew Pawłowski (ur. 29 lipca 1926 w Poznaniu, zm. 27 stycznia 2019 w Łężeczkach) – polski specjalista chorób pasożytniczych i tropikalnych, prof. dr hab.

## Życiorys
Odbył studia w Akademii Medycznej im. Karola Marcinkowskiego w Poznaniu, natomiast w 1961 uzyskał doktorat, a w 1967 uzyskał stopień doktora habilitowanego. W 1977 otrzymał tytuł naukowy profesora nauk medycznych. Pracował w Instytucie Mikrobiologii i Chorób Zakaźnych na II Wydziale Lekarskim Akademii Medycznej im. Karola Marcinkowskiego w Poznaniu oraz był członkiem Komitetu Parazytologii II Wydziału – Nauk Biologicznych Polskiej Akademii Nauk.
Był recenzentem 4 prac doktorskich i jednej pracy habilitacyjnej oraz promotorem kolejnych 4 prac doktorskich. Założył fundację Redemptoris Missio.
Syn Stanisława i Ewy. Został pochowany na cmentarzu Miłostowo w Poznaniu.

## Odznaczenia
- 2009: doctor honoris causa Warszawskiego Uniwersytetu Medycznego[1]
- 2017: Medal Pro Ecclesia et Pontifice[1]
- Krzyż Kawalerski Orderu Odrodzenia Polski[3]
- Złoty Krzyż Zasługi[3]